# Lahitte-Toupière
Lahitte-Toupière è un comune francese di 258 abitanti situato nel dipartimento degli Alti Pirenei nella regione dell'Occitania.

## Società

### Evoluzione demografica
Abitanti censiti